# Albersdorf (Thüringen)
Albersdorf ist eine Gemeinde im thüringischen Saale-Holzland-Kreis. Erfüllende Gemeinde ist Bad Klosterlausnitz.

## Geografie

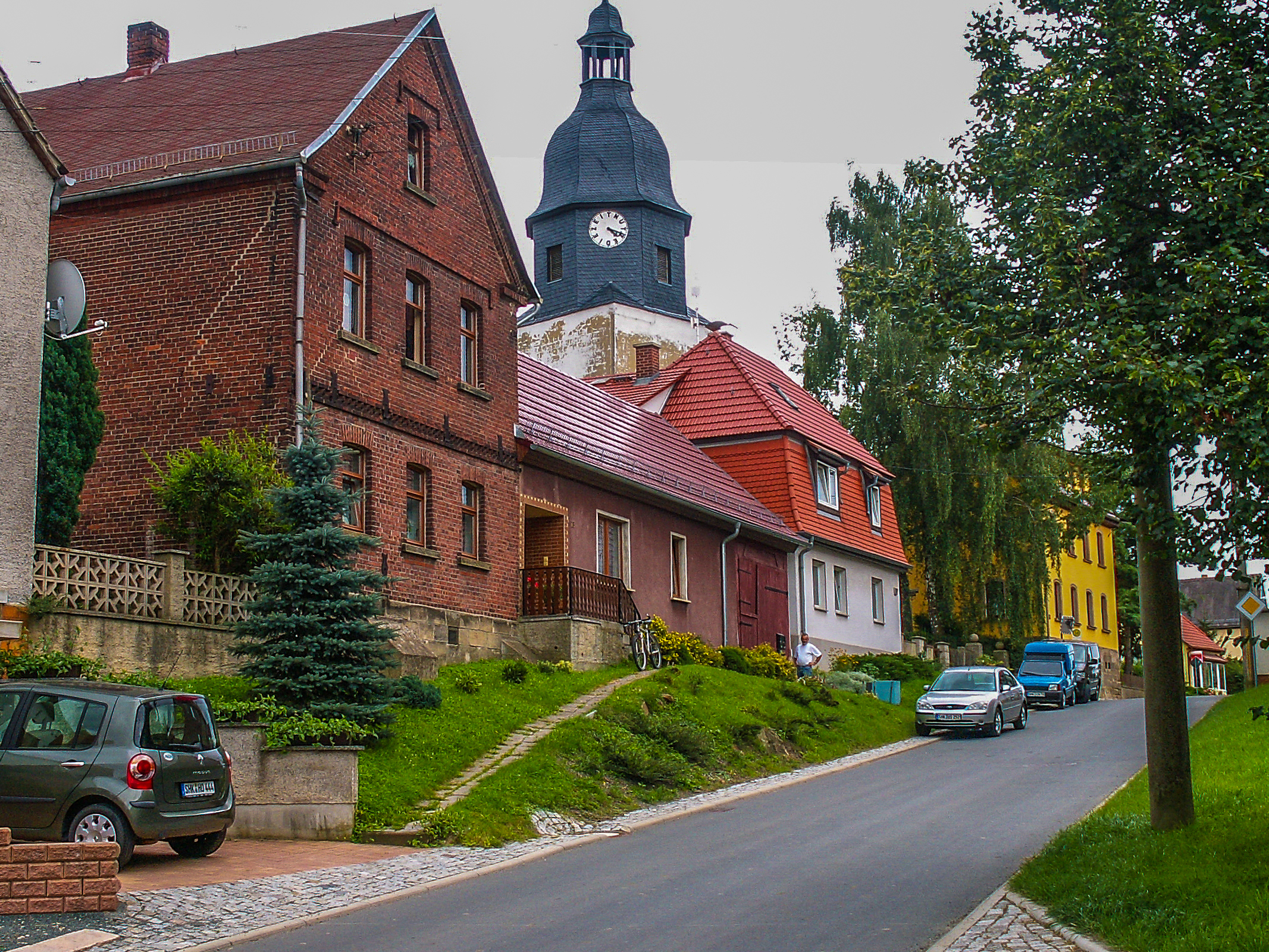
Dorfstraße mit Kirche Albersdorf

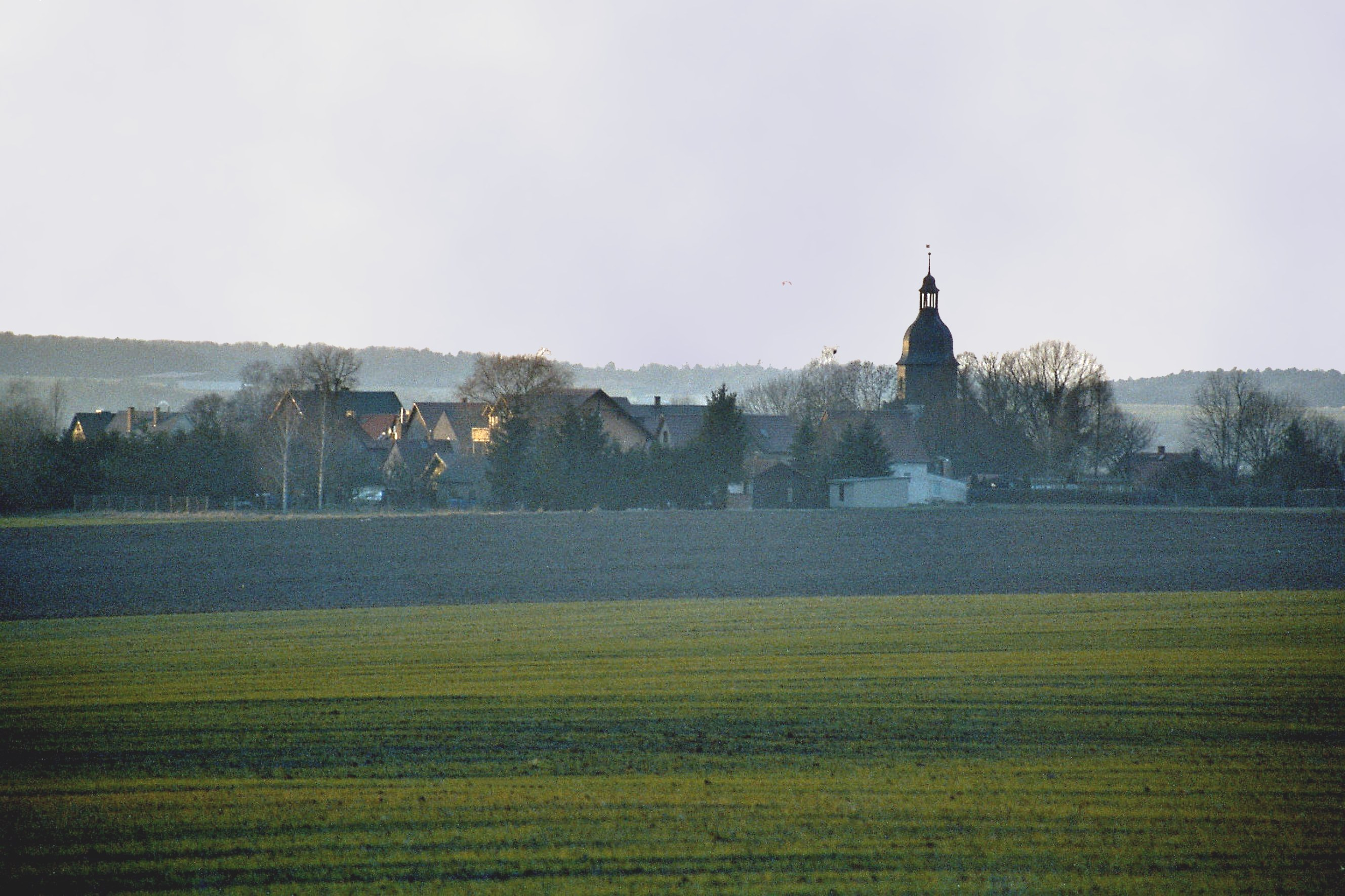
Ortsansicht

Das Bauerndorf liegt inmitten des Thüringer Holzlandes, etwa 15 km östlich des Stadtzentrums von Jena. Die nächsten Anschlussstellen an den Bundesautobahnen 4 (als Ost-West-Achse) und 9 (als Nord-Süd-Achse) sind beide etwa 5 km entfernt, wodurch insgesamt eine verkehrstechnisch sehr günstige Situation besteht.

## Geschichte
Die erste urkundliche Erwähnung der heutigen Holzlandgemeinde stammt aus dem Jahre 1191. Die Kirche des Ortes entstand im 12. Jahrhundert. Im 15. Jahrhundert ging der Ort von der Grundherrschaft der Herren von Lobdeburg an das Patronat der Adligen von Brand über, unter dem es bis zum 17. Jahrhundert stand. Später lag Albersdorf im Herzogtum Sachsen-Altenburg, das 1920 im neu gegründeten Land Thüringen aufging. Das Wirtschaftsleben der Ortschaft war früher von zahlreichen Betrieben der Waldwirtschaft und des lokalen Handwerks, darüber hinaus durch ein Sägewerk geprägt. Zu den heutigen in Albersdorf ansässigen Unternehmen gehören mehrere Baubetriebe, eine in der Garten- und Landschaftstechnik tätige Firma, eine Hundeschule, sowie ein Motorradhandel.
Die in den Jahren nach der Wende erfolgte Einbindung Albersdorfs in die Dorferneuerung umfasste u. a. die Sanierung und Modernisierung des Jugend- und Sportlerheims sowie des Gemeindezentrums mit Freiwilliger Feuerwehr, Gemeindebüro und Saal.

## Politik
Der Gemeinderat von Albersdorf hat sechs Mitglieder. Nach den Kommunalwahlen 2014, 2019 und 2024 verteilen sie sich auf die einzelnen Parteien und Listen wie folgt:
| Parteien und Wählergemeinschaften                         | Parteien und Wählergemeinschaften                         | Prozent 2024 | Sitze 2024 | Prozent 2019 | Sitze 2019 | Prozent 2014 | Sitze 2014 |
| --------------------------------------------------------- | --------------------------------------------------------- | ------------ | ---------- | ------------ | ---------- | ------------ | ---------- |
| FFW Albersdorf e. V.                                      | FFW Albersdorf e. V.                                      | 62,5         | 4          | 52,7         | 4          | 39,4         | 2          |
| Dorfclub Albersdorf e. V. 2014: Dorfklub Albersdorf e. V. | Dorfclub Albersdorf e. V. 2014: Dorfklub Albersdorf e. V. | 37,5         | 2          | 47,3         | 2          | 60,6         | 4          |
| Wahlbeteiligung                                           | Wahlbeteiligung                                           | 79,7 %       | 79,7 %     | 81,5 %       | 81,5 %     | 71,7 %       | 71,7 %     |